# شبه‌انگلیسی‌گرایی
شبه‌انگلیسی‌گرایی به وام‌واژه‌هایی گفته می‌شود که از زبان انگلیسی به زبان دیگری راه یافته باشند ولی معنا یا کاربرد آنها در زبان مقصد با انگلیسی فرق داشته باشد، به گونه‌ای که متکلمان بومی انگلیسی معنای آن را ندانند. بسیاری از واژه‌های شبه‌انگلیسی واژه‌های ترکیبی‌ای هستند که از ترکیب چند واژهٔ انگلیسی تشکیل می‌شوند، ولی احتمال اینکه واژه‌های اصیل انگلیسی نیز به عنوان واژه‌های شبه‌انگلیسی به کار بروند هست.

## در ترکی استانبولی
- Flört از واژهٔ flirt (لاس زدن) برای اشاره به قرار گذاشتن به کار می‌رود.
- Klozet از واژهٔ closet (پستو) برای اشاره به توالت عمومی به کار می‌رود.
- Spiker از واژهٔ speaker (سخنران) برای اشاره به کارشناسان خبره و گوینده اخبار به کار می‌رود.

## در ژاپنی
- ニューハーフ nyūhāfu از عبارت new half (نیمهٔ جدید) برای اشاره به زن تراجنسی به کار می‌رود.
- オフィスレディー ofisu redī از عبارت Office Lady (بانوی اداره) برای اشاره به کارمند زن به کار می‌رود.

## در عربی
- (برخی گویش‌ها) لیموزین از واژهٔ Limousine (یک کلاس خودرو) برای اشاره به تاکسی به کار می‌رود.
- بازل از واژهٔ Puzzle (معما) برای اشاره به جورچین به کار می‌رود.

## در فرانسوی
- Self از واژهٔ Self (پیش‌وند به معنای خود) برای اشاره به رستوران سلف‌سرویس به کار می‌رود
- Sweat از واژهٔ Sweat (عرق) برای اشاره به پلیور به کار می‌رود
- Brushing از واژهٔ Brushing (مسواک/شانه/قلم زدن) برای اشاره به سشوار به کار می‌رود

## در فارسی
- ماشین/Мошин از واژهٔ Machine (دستگاه) برای اشاره به خودرو به کار می‌رود
- ترافیک/Трофик از واژهٔ Traffic (عبور و مرور) برای اشاره به راهبندان به کار می‌رود